# قطعنامه ۱۷۵۴ شورای امنیت
قطعنامه  ۱۷۵۴ شورای امنیت سازمان ملل متحد که در تاریخ ۳۰ آوریل ۲۰۰۷ تصویب شد، سندی بین‌المللی دربارهٔ بررسی وضعیت صحرای غربی است. این قطعنامه طی نشست ۵۶۶۹ام با ۱۵ رای موافق، ۰ مخالف و ۰ ممتنع تصویب شد.